# Erythrolamprus miliaris
Erythrolamprus miliaris — вид змій родини полозових (Colubridae). Мешкає в Південній Америці.

## Підвиди
Виділяють п'ять підвидів:
- Erythrolamprus miliaris miliaris (Linnaeus, 1758);
- Erythrolamprus miliaris amazonicus (Dunn, 1922);
- Erythrolamprus miliaris chrysostomus (Cope, 1868);
- Erythrolamprus miliaris merremi (Wied, 1821);
- Erythrolamprus miliaris orinus (Griffin, 1916).

## Поширення і екологія
Erythrolamprus miliaris мешкають в Бразилії, Колумбії, Еквадорі, Перу, Болівії, Венесуелі, Гаяні, Суринамі, Французькій Гвіані, Парагваї і Аргентині. Вони живуть у вологих тропічних лісах Амазонії і атлантичних лісах, на берегах водойм, на висоті до 700 м над рівнем моря.